# 수성의 반사율 지형

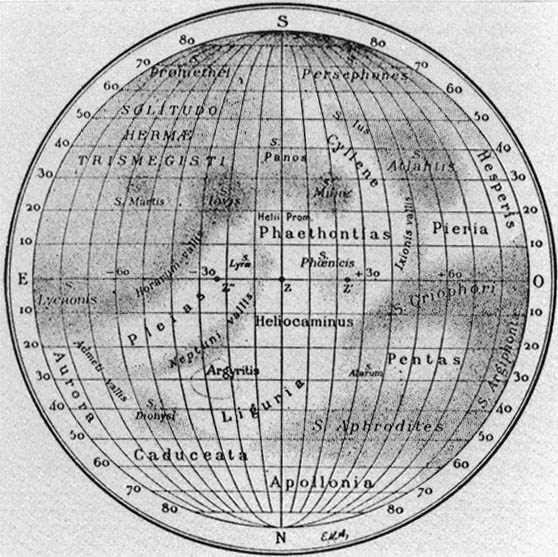
수성의 반사율 지형의 일부를 보여주는 1934년의 지도

아래의 목록은 망원경 관측으로 볼 때 보이는 수성의 반사율 지형 목록이다.
수성의 망원경 관측은 조석 고정의 효과로 수성이 항상 태양을 향해 있다는 가정을 기초로 한다. 비록 이는 거짓이지만, 수성이 지구에서 관측하기 가장 좋은 위치에 있을 때, 수성의 보이는 면은 아주 적다.
1910년대, 천문학자 안토니아디가 만든 수성의 지도는 수성의 반사율 지형들을 보여준다. 이 지형과 매리너 10호에서 본 지형 사이에는 관련성이 없다. 그러나 매리너 10호는 표면의 반 밖에 도식화하지 못 했다.
이 지형들의 이름은 그리스 신화의 헤르메스(로마 신화의 머큐리)와 관련있는 이름을 따왔다.
| 이름                        | 장소                                                                                 | 뜻                                                                                           |
| --------------------------- | ------------------------------------------------------------------------------------ | -------------------------------------------------------------------------------------------- |
| Admeti Vallis               | 북동쪽 지역의 Aurora 와 Pleias 사이의 지역                                           | "아드메토스의 계곡"                                                                          |
| Apollonia                   | 북극점 근처의 밝은 지역                                                              | "아폴론의 땅"                                                                                |
| Argyritis                   | 북위 30°, 북동쪽의 밝은 지역                                                         | "은의 땅"                                                                                    |
| Aurora                      | 북위 20-30°, 동쪽 명암 경계선 근처의 밝은 지역                                       | 아우로라                                                                                     |
| Caduceata                   | 북위 50°, 북동쪽의 밝은 지역                                                         | "카두세우스를 가지고 있다"                                                                   |
| Cyllene                     | 남위 20-50°, 남서쪽의 밝은 지역                                                      | 킬레네 산 (헤르메스가 태어난 곳)                                                             |
| Helii Promontorium          | 남위 20°, 본초 자오선 근처의 지역                                                    | "헬리오스의 곶"                                                                              |
| Heliocaminus                | 북반구의 Phaëthontias 와 Liguria 사이의 밝은 지역                                    | "태양빛을 쐬는 방"                                                                           |
| Hesperis                    | 남위 10-40°, 서쪽 명암 경계선의 밝은 지역                                            | "헤르페리데스 중 하나"                                                                       |
| Horarum Vallis              | 동반구의 어두운 좁은 지역. Pleias의 남동쪽, 적도를 지나는 지역                       | "호라이의 계곡"                                                                              |
| Ixionis Vallis              | Solitudo Atlantis 와 Solitudo Criophori를 연결하는 띠, 남위 0-30° 사이의 남서쪽 지역 | "익시온의 계곡"                                                                              |
| Liguria                     | 남위 40°, 본초 자오선 서쪽 중앙의 밝은 지역                                          | 리구리아                                                                                     |
| Neptuni Vallis              | 북동쪽 어둡고 좁은 지역, Pleias의 북서쪽                                             | "넵튠의 계곡"                                                                                |
| Pentas                      | 북위 10-40°, 남서쪽 밝은 지역                                                        |                                                                                              |
| Phaëthontias                | 남반구 Pleias 와 Pieria 사이의 밝은 지역                                             | "파에톤의 땅"                                                                                |
| Pieria                      | 남서쪽, Hesperis 근처의 밝은 지역                                                    | 피에리아                                                                                     |
| Pleias                      | 동반구, 남서에서 북동을 가로지르는 밝은 지역                                         | "플레이아데스 중 하나"                                                                       |
| Solitudo Alarum             | Pentas의 동쪽. 남서쪽의 어둡고 좁은 지역                                             | "날개의 사막"                                                                                |
| Solitudo Aphrodites         | 북위 30-60°, 남서쪽의 어두운 지역                                                    | "아프로디테의 사막"                                                                          |
| Solitudo Argiphontae        | 북위 60°, 명암 경계선과 적도를 따라 늘어선 남서쪽의 어두운 지역                      | "아르게이폰테스의 사막"                                                                      |
| Solitudo Atlantis           | 남위 20-50°, 남서쪽의 어두운 지역                                                    | "아틀라스의 사막"                                                                            |
| Solitudo Criophori          | 북위 20°에서 서쪽 명암 경계선, 남서쪽의 거의 모든 지역                               | "크리오포러스의 사막"; 크리오포러스는 "숫양을 옮기는 사람"이라는 뜻이로 헤르메스의 별칭이다. |
| Solitudo Dionysi            | 남위 40°, Caduceata 와 Liguria 사이의 남동쪽 어두운 지역                             | "디오니소스의 사막"                                                                          |
| Solitudo Hermae Trismegisti | 남위 30-60°, 남동쪽의 넓은 지역                                                      | "헤르메스 트리스메기투스의 사막"                                                             |
| Solitudo Jovis              | 동경 20° 남위 25°, 남동쪽의 어두운 지역                                              | "주피터의 사막"                                                                              |
| Solitudo Ius                | 남위 50°, Solitudo Atlantis 남동쪽의 어두운 지역                                     | "이오의 사막"                                                                                |
| Solitudo Lycaonis           | 동쪽 명암 경계선 근처의 어두운 지역                                                  | "리카온의 사막"                                                                              |
| Solitudo Lyrae              | 좁고 어두운 남동쪽 지역. Neptuni Vallis에 인접한 지역                                | "리라의 사막"                                                                                |
| Solitudo Maiae              | Cyllene 북동쪽의 어두운 지역                                                         | "마이아의 사막"                                                                              |
| Solitudo Martis             | 동경 60° 남위 30°, 남동쪽의 어두운 지역                                              | "마르스의 사막"                                                                              |
| Solitudo Panos              | 남위 30-50°, 본초 자오선을 따라 있는 어두운 지역                                     | "판의 사막"                                                                                  |
| Solitudo Persephones        | 남위 60°, 명암 경계선 근처의 남서쪽 어두운 지역                                      | "페르세포네의 사막"                                                                          |
| Solitudo Phoenicis          | 서경 10-30°, 적도의 좁고 어두운 지역                                                 | "피닉스의 사막"                                                                              |
| Solitudo Promethei          | 남위 70°, 남동쪽의 어두운 지역                                                       | "프로메테우스의 사막"                                                                        |

현재 이곳에서 쓰이는 반사율 지형의 이름들은 예전 안토니아디가 쓰던 이름을 거의 그대로 쓰고 있다.